# Dicamptus pulchellus
Dicamptus pulchellus är en stekelart som först beskrevs av Morley 1912.  Dicamptus pulchellus ingår i släktet Dicamptus och familjen brokparasitsteklar. Inga underarter finns listade i Catalogue of Life.